# Alois Epstein
Alois Epstein (1. ledna 1849, Kamenice nad Lipou – 27. října 1918, Praha) byl český lékař židovského původu, zabýval se pediatrií. Je znám pro popsání tzv. „Epsteinových perel“.

## Biografie

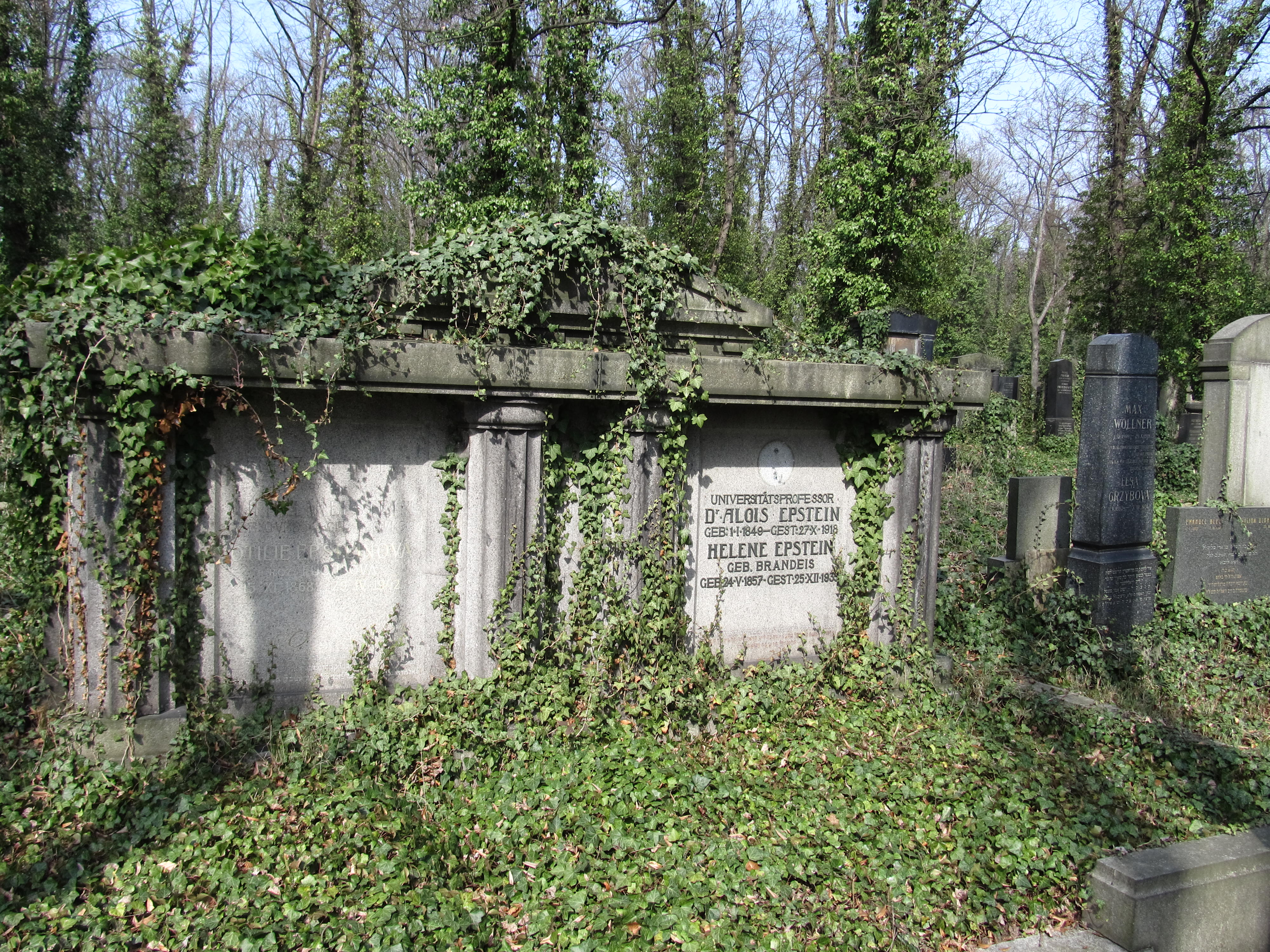
Hrobka Aloise Epsteina na židovském hřbitově na Olšanech

Vystudoval gymnázium v Jindřichově Hradci, poté lékařskou fakultu Univerzity Karlovy v Praze, titul mu byl udělen roku 1873. V roce 1880 se stal soukromým docentem v oboru pediatrie, roku 1884 mimořádným profesorem a přednostou dětské kliniky v nalezinci.
Popsal tzv. „Epsteinovy perly“ (též Bohmovy a Epsteinovy perly; pojmenovány podle Epsteina a německého pediatra Heinricha Bohna (1832–1888)). Jedná se o obdobu milií, vyskytují se na dásních a v tvrdém patře u novorozenců.
Je autorem monografií z oboru, publikoval výhradně německy.
S manželkou Helenou (1857–1935), rozenou Brandeis, měl syna Lea (1883–1933). Jeho jediný vnuk Valtr (1922–1944) zahynul během holokaustu v Osvětimi.